# Accio Zucco
Accio Zucco est un écrivain italien, né au XVe siècle à Sommacampagna, dans la province de Vérone en Vénétie ; il a été le premier à traduire en italien le recueil des Fables d'Ésope. Il n'est pas connu par ailleurs, et aucun autre renseignement biographique sur lui n'existe.
Les traductions d'Accio Zucco ont été transmises par deux manuscrits et par plusieurs éditions imprimées du XVe siècle.

## Manuscrits
Les traductions d'Accio Zucco ont été copiées dans deux manuscrits : le premier, daté de 1462, est conservé à Londres à la British Library (cote Ms. Additional 10389) ; l'autre daté de la fin du Moyen Âge est conservé au Musée Correr à Venise (cote Correr 1029, f. 30-50).

## Éditions imprimées
La première édition, illustrée de gravures sur bois, a été publiée en 1479 à Vérone par Giovanni et Alberto Alvise sous le titre : In Aesopi fabulas interpretatio per rhythmos in libellum Zucharinum inscriptum contexta. Le volume contient soixante-sept fables en vers latins, chacune suivie de deux sonnets en italien d'Accio Zucco qui sont une traduction-adaptation en vers de la fable, l'un intitulé Sonetto materiale, l'autre Sonetto morale ; chaque fable est ornée d'une gravure sur bois.
Cette traduction d'Accio Zucco a été réimprimée dans plusieurs éditions incunables, à Venise en 1481, 1483, 1491, 1493 et 1497, à Rome en 1483, à Brescia en 1487, à Bologne en 1494, à Florence en 1496 et à Milan en 1498, ainsi que dans quatre éditions du XVIe siècle.